# Tatort: Strindbergs Früchte
Strindbergs Früchte ist ein österreichischer Fernsehkrimi von Alfred Paul Schmidt aus dem Jahr 1986. Er entstand als 176a. Folge der Kriminalreihe Tatort. Er gehört zu den 13 Folgen, die vom ORF außerhalb der offiziellen Tatort-Reihe ohne die ARD produziert und in der Erstausstrahlung nur in Österreich gesendet wurden.

## Handlung
Ein junger Radfahrer entdeckt morgens an einer Straße in einem ruhigen Wohngebiet ein Auto, an dem ein Schlauch die Abgase ins Wageninnere leitet. Er schlägt die Scheibe des Autos ein, um die Frau im Wageninnern zu retten, doch es ist zu spät. Fast zeitgleich wird in unmittelbarer Nähe die Leiche eines Mannes gefunden. Bei der toten Frau handelt es sich um die Hausfrau Ulrike Watz. Ihre Familie betreibt ein Delikatessengeschäft in der Innenstadt. Ihr Tod und der des Mannes sind etwa zur gleichen Zeit am Abend zuvor eingetreten, die Identität des Mannes bleibt zunächst unklar, da er keine Papiere bei sich hatte. Es sieht so aus, als habe Ulrike Watz den Mann angefahren und sich anschließend in Panik selbst getötet. Hirth und Hollocher suchen die Familie Watz auf, in der es Spannungen zwischen Vater und Sohn gibt und überbringen dem Sohn die schlimme Nachricht. Dieser scheint nicht sehr überrascht, er hatte wegen der innerfamiliären Spannungen, die wie in einem Strindberg-Drama seien, Vorahnungen gehabt, dass etwas Schlimmes passiere. Zum Zeitpunkt des Todes seiner Mutter sei er bei seinem Freund Florian Knauer gewesen. Hirth sucht anschließend Herrn Watz in seinem Geschäft auf und überbringt auch ihm die Nachricht, dieser reagiert betroffen.
Hollocher und Schulz überprüfen unterdessen das Alibi des Sohnes und befragen Knauer, der flippige und unkonventionelle junge Mann bestätigt das Alibi. Herr Watz sagt Hirth gegenüber aus, dass ein Selbstmord mit Autoabgasen nicht zu seiner Frau passen würde. Allerdings sei sie Alkoholikerin gewesen, habe aber eine Entziehungskur machen wollen. Sie hätten in letzter Zeit und auch am Tag ihres Todes gestritten. Danach habe er einen Freund besuchen wollen, als er diesen nicht angetroffen habe, habe er den Abend in einem Restaurant verbracht und sei danach nach Hause gegangen. Ulrike Watz hatte eine Kohlenmonoxidvergiftung, war aber auch alkoholisiert. Sie könnte durchaus noch fahrfähig gewesen sein und den Schlauch selbst ins Wageninnere gelegt haben. Herr Watz hingegen äußert einer Freundin gegenüber, dass seine Frau keinerlei technisches Verständnis gehabt habe und er deshalb nicht an Selbstmord glaube. Derweil sucht Hirth Frau Hufinger, die Witwe des mittlerweile identifizierten Mannes, auf. Ihr Mann sei am Vorabend in seinem Verein gewesen, seine Frau hatte sich schon länger Sorgen gemacht, wenn ihr Mann im Dunkeln Rad fährt. Allerdings liegt der Fundort der Leiche und mutmaßliche Unfallort nicht auf der Route seines Heimwegs, auch sein Fahrrad ist nicht gefunden worden.
Hirth sucht nochmals Watz auf, da am Hals der Toten Würgemale festgestellt wurden, er bestreitet, seine Frau gewürgt zu haben oder sonst irgendetwas mit dem Tod seiner Frau zu tun zu haben. Sie habe ihm allerdings oft vorgeworfen, das Leben mit ihm nicht mehr zu ertragen, auch sei sie eifersüchtig gewesen. Er habe sie angeschrien und mache sich deshalb Vorwürfe. Am nächsten Morgen wird im Waldstück neben dem Fundort das Fahrrad des Toten gefunden. Blut des Toten wurde im Kofferraum des Wagens der Toten gefunden. Hollocher glaubt, dass jemand Frau Watz umgebracht hat und sie dann im Kofferraum transportiert hat. Anschließend könnte er bei einem Unfall auch Hufinger getötet und diesen dann ebenfalls in den Kofferraum gelegt und anschließend die Spuren so fingiert haben, dass es nach Unfall und anschließendem Selbstmord aussieht. Das Alibi von Herrn Watz ist allerdings wertlos, es war viel los in dem Restaurant am Tatabend, so dass sich niemand an ihn erinnern kann. Hirth hinterfragt allerdings auch das Alibi vom Sohn der Toten. Der junge Watz hätte auf dem Heimweg von seinem Freund Knauer den Fundort der beiden Leichen passieren müssen.
Hirth sucht deshalb nochmals den jungen Watz auf, dieser bemerkt erneut, dass es in seinem Elternhaus wie in einem Strindberg-Roman zuginge. Er deutet an, seinen Vater zu hassen, auch seine Eltern untereinander hätten sich gehasst. Seine Mutter habe schon immer getrunken, aber es sei schlimmer geworden, seit sich seine Schwester vor einem halben Jahr das Leben genommen habe. Seine Schwester war von einem Mann enttäuscht und war darüber nicht hinweggekommen. Seine Mutter hatte diesen Mann gehasst und ihm die Schuld am Selbstmord ihrer Tochter gegeben. Seine Mutter habe diesen Mann mit Briefen und Anrufen terrorisiert. Der Mann habe Hermann Geiser geheißen. Sein Vater habe zudem seine Mutter ständig betrogen. Hirth sucht Geiser auf, dieser sagt aus, dass er sich vor zwei Tagen mit ihr zuletzt getroffen hatte, um sich auszusöhnen und den Telefonkrieg, den sie in den Monaten zuvor geführt hatten, zu beenden. Er habe in einem Café auf sie gewartet, aber sie sei nicht gekommen. Um halb zehn sei er dann nach Hause gefahren. Hollocher hat die Vermögensverhältnisse der Familie Watz durchleuchtet, Frau Watz besaß zwei Wohnungen in bester Lage, eine erbt nun ihr Ehemann und eine ihr Sohn. Herr Watz war wegen der Renovierung seines Geschäfts zwar verschuldet, aber in einem nicht besorgniserregenden Ausmaß.
Hirth sucht nochmals Herrn Watz auf und konfrontiert ihn damit, dass er eine Frau betrogen habe, was dieser auch zugibt, seine Frau habe sich ihm konsequent verweigert. Die Beamten laden nochmals Geiser vor, dieser sagt aus, dass das Garagentor der Familie Watz offenstand am Tatabend und dass dort ein alter Wagen gestanden habe, der aber weder Frau Watz noch Herrn Watz gehörte. Es war offensichtlich der Wagen des jungen Watz. Knauer hingegen bekräftigt, dass der junge Watz am Tatabend bei ihm war. Nachdem Hirth Knauer Haft androht, korrigiert er seine Aussage und widerruft sein Alibi. Er habe seinem Freund aus Mitleid ein Alibi gegeben, doch Hirth hakt nach. Knauer nimmt ab und an Drogen, wovon Watz Junior weiß. Hirth verspricht, ein Auge zuzudrücken. Anschließend sucht Hirth Frau Hufinger nochmals auf, diese erzählt Hirth, dass Hufinger des Öfteren von seinem Hund gebissen wurde. Dies bringt Hirth auf eine Idee. Schulz hingegen verdächtigt Watz Junior und sucht in Strindberg-Romanen die Lösung, während Hollocher den Vater verdächtigt. Hirth sucht Watz Junior auf und konfrontiert ihn mit seinem geplatzten Alibi. Er sagt ihm auf den Kopf zu, dass er, als er nach Hause gekommen sei, einen der vielen Streitereien seiner Eltern mitbekommen habe und auch, dass sein Vater das Haus verließ. Er habe bereits eine Leiche im Wagen gehabt, da er Hufinger versehentlich totgefahren und ihn in seinen Kofferraum geladen hätte. Daraufhin hätte er seine Mutter getötet und ihr den Unfall in die Schuhe geschoben. Watz Junior entgegnet, er habe beobachtet, wie sein Vater seine Mutter gewürgt habe, sein Vater sei der Mörder. Hirth eröffnet den beiden Tatverdächtigen, dass Hufinger Tollwut gehabt habe, weil er von seinem Hund gebissen worden ist. Der Täter werde sich mit Sicherheit bei der Leiche infiziert haben. Der Sohn geht daraufhin auf seinen Vater los und schreit, dass er seine Eltern hasse. Er verrät sich dadurch und wird festgenommen. Hirth verrät danach Hollocher, dass die Tollwut-Geschichte nur ein Bluff war.

## Produktion
Strindbergs Früchte war der insgesamt fünfte Tatort-Fall um Oberinspektor Hirth, allerdings waren bis dahin nur zwei und insgesamt nur drei der insgesamt neun Folgen offizielle Tatort-Folgen der ARD-Reihe. Die übrigen wie auch diese Produktion waren alleinige des ORF. Diese eigenen ORF-Produktionen wurden auch nur in Österreich gezeigt. Die Folge Strindbergs Früchte wurde knapp ein halbes Jahr nach der Erstausstrahlung am 27. Juni 1986 erst- und einmalig vom Bayerischen Rundfunk in Deutschland ausgestrahlt. Eine weitere Wiederholung erfolgte am 1. November 2015 beim ORF im Rahmen einer Jubiläumsnacht zum Bestehen des Senders.